# Tiarella
Tiarella là một chi thực vật có hoa trong họ Saxifragaceae.